# Windmühle Pohrsdorf
Die Windmühle Pohrsdorf wurde 1847 erstmals errichtet, 1919 letztmals vernichtet und 2007 als Miniaturanlage wiedererrichtet. Sie befindet sich in der Ortschaft Pohrsdorf, der Stadt Tharandt im Landkreis Sächsische Schweiz-Osterzgebirge.

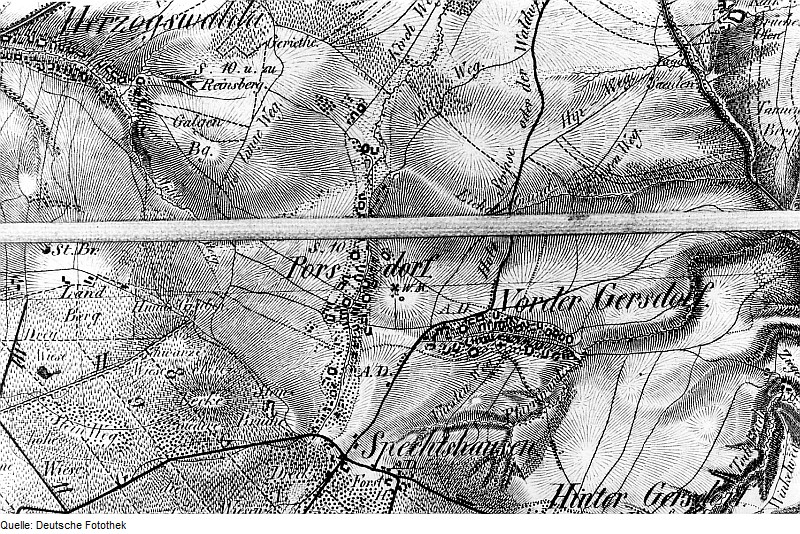
Windmühlenstandort auf der Karte von Oberreit 1821/22

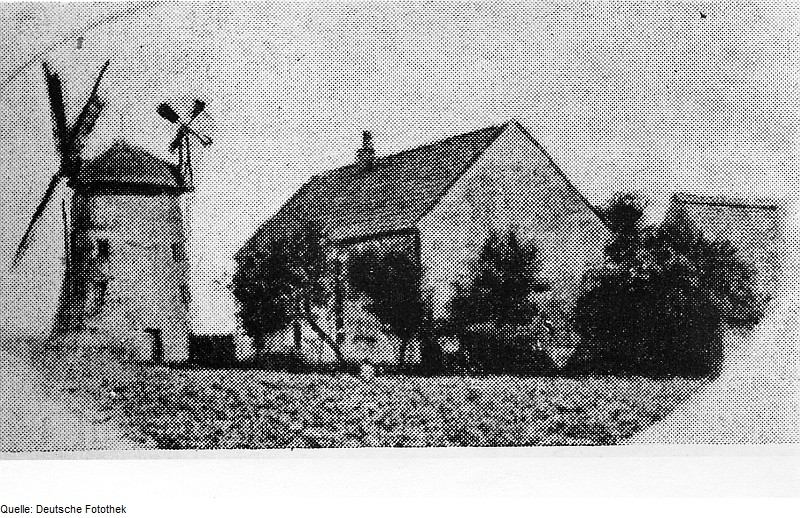
Foto um 1900

Zeichnung von 1911

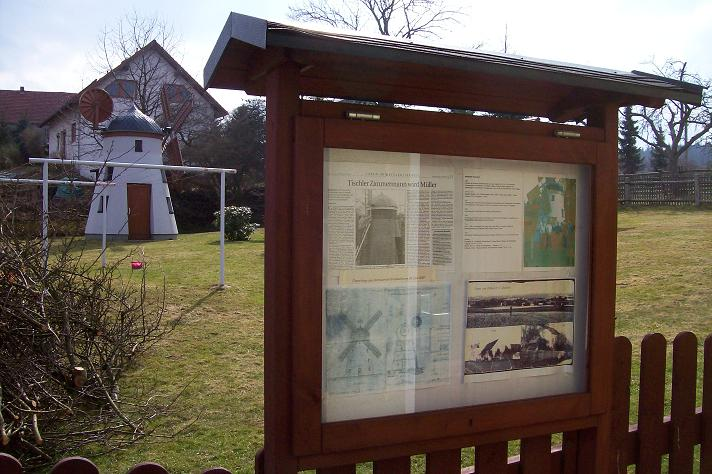
Windmühle mit Schaukasten 2011

## Gründe für den Mühlenbau
Mit einem Bittgesuch versucht die Gemeinde Pohrsdorf schon 1757 die Aufhebung des Mühlenzwanges zu erreichen. Denn bis zur Errichtung der ersten Pohrsdorfer Windmühle fuhren die Bauern aus Pohrsdorf ihr Getreide noch auf dem Mühlweg, über den Landberg zur Mühle nach Grund bei Mohorn. Doch mehrmaliger, sommerlicher Wassermangel in den Jahren 1842–44 an den Wassermühlen in der Gegend führt schließlich zum Erfolg.

## I. Windmühle
Der Müller Johann Christlieb Stelzer errichtet 1847 eine hölzerne Bockwindmühle auf einer Anhöhe (362,2 m ü. NN) zwischen Fördergersdorf und Pohrsdorf. Doch 1867 kommt es zur Zerstörung dieser Mühle durch Blitzschlag.

## II. Windmühle
Der Wiederaufbau, nun als steinerne Turmwindmühle (auch Holländerwindmühle genannt), wird durch zahlreiche freiwillige Spenden des Ortes und der Umgegend ermöglicht. In den Jahren 1873–1916 gibt es einen regen Besitzer- bzw. Pächterwechsel der Windmühle (Hase, Zänker, Unger, Grütze, Seifert, Lorenz, Junghans, Wolf, Bögelsack, Viertel). 1886 betäubt ein Blitzschlag den Müllerburschen, verursacht jedoch keinen weiteren Brandschaden und 1896 kommt es zur Zerstörung des Werkes durch Blitzschlag unter Besitzer Müllermeister H. Bögelsack.

## III. Windmühle
Der Wiederaufbau erfolgt nun mit folgender technischer Ausstattung (lt. Obermeister Kirsten, Helbigsdorf):
- kürzere Flügel mit Zugrollvorrichtung
- selbständige Windrose in Form eines Turbinenrades, das die Flügel schon bei geringer Windstärke in den Wind dreht
- stehendes eisernen Vorgelege zur Kraftübertragung auf die Maschinen
- Walzenstuhl
- französischer Mahlgang mit Vorzylinder
- Sichtmaschine
- Schrotgang zum Viehschrotmahlen
- Getreidereinigungsanlage mit Vorsieb, Unkrautauslesemaschine, Spitzgang, Spitzzylinder, Magnetapparat, Vorquetschwalzenstuhl und Bürstenschnecke mit Ventilation
- Fahrstuhl im Innern über alle Etagen

Durch einen Brand, vermutlich infolge der Selbstentzündung des Getreides, unter Besitzer Gustav Viertel, wir auch diese Windmühle am 11. März 1913 zerstört. Sie dient zuletzt der Zerkleinerung amerikanischer Steinnüsse zu dem bekannten Mehl. 1919 erfolgt der Abbruch der Mühlenruine durch Besitzer Richard Strohbach, der sie 1916 erworben hatte.

## IV. Windmühle
Ein Pohrsdorfer Einwohner, Tischlermeister Gottfried Zimmermann, errichtet 2007 eine verkleinerte Ausführung der dritten Pohrsdorfer Windmühle in seinem Garten, neben der ein Schaukasten über die Geschichte dieses Pohrsdorfer Wahrzeichens informiert. Zum Pohrsdorfer Dorffest 2007 wird sie erstmals der Öffentlichkeit vorgestellt und ist seitdem von der Kreuzung Dorfstraße/Windmühlenstraße ausgeschildert.